# Suteki Tantei Labyrinth
Fantastic Detective Labyrinth (素敵探侦☆ラビリンス Suteki Tantei Rabirinsu?) es una serie de manga escrita por Meito Manjo e ilustrada por Seiji Wakayama. Fue publicada en la revista Magazine Special de la editorial Kodansha durante agosto de 2006 y culminó dos años después, con un total de 8 volúmenes. Una adaptación a serie de anime producida por Studio Deen fue emitida octubre de 2007 y marzo de 2008. La serie fue dirigida por Hiroshi Watanabe y emitida en TV Tokyo.

## Argumento
Treinta años antes de los acontecimientos de la serie, la ciudad de Tokio fue destruida por un terremoto. Desde las ruinas de la antigua megalópolis, Kyuto se estableció, una nueva ciudad donde las apariciones sobrenaturales aumentan progresivamente y el único capaz de acabar con ello es Hyuuga Mayuki, un joven e inteligente detective quién contará con la ayuda de su mayordomo y empleada de servicio doméstico.

## Personajes
Mayuki Hyuga (日向 茧树 Hyūga Mayuki?)
Seiyu: Miyuki Sawashiro
Es un joven detective de 12 años de edad, con habilidades especiales para el resolver de problemas. Debido a que es el jefe de la familia Hyuga, éste tiene un poder llamado Shinchi el cual es otorgado al nuevo jefe de dicha familia. Sus aliados son Seiran, su mayordomo y Hatsumi, su empleada de servicio doméstico. Estos siempre están a su lado y al igual que Mayuki cuentan también con ciertas habilidades. Curiosamente, Mayuki jamás ha asistido a la escuela, aunque se destaca por tener gran inteligencia en todos los temas y materias. Su padre adoptivo, fue el anterior jefe de la familia Huyga y cuándo Mayuki le sucedió, comenzó a sentirse celoso de él y a hacer maldad. Es un chico bajo, de cabello corto, color rubio y ojos azules.
Seiran Shinano (信浓 晴岚 Shinano Seiran?)
Seiyu: Junichi Suwabe
Seiran es mayordomo de Mayuki. Un hombre alto, de cabello negro y ojos castaños. Se encuentra en una base secreta de algún tipo, donde se puede vigilar todos los sucedos de Kyuto, así también como el paradero de Mayuki. Pertenece a la familia Shinano, quién tiene una estrecha relación con la familia Hyuga, además le hizo una promesa a la madre del joven detective de que él siempre lo protegería. A lo largo de la serie se muestra que tiene dos hermanos: Shien y Seiju Shinano, este último hizo parte también de la familia Hyuga debido a que tenía gran percepción extrasensorial y fue su jefe, siendo sucedido por Mayuki.
Hatsumi Mieno / Soka (三重野 初実 Mieno Hatsumi?)
Seiyu: Kana Ueda
Empleada de servicio doméstico de Mayuki. Es una joven de cabello corto, color azul y de ojos castaños. Mantiene en ella casi siempre una gran sonrisa y amabilidad. Hatsumi es una de las dos "Aya" (o muñeca) que controla Seiran y lucha con su cabello como un látigo.
Byakko (白虫?)
La antagonista de la serie. Byakko es una misteriosa mujer que está buscando el poder de la inmortalidad. Su hermana mayor es Yoko, quién se convirtió cuándo Byakko todavía era muy joven el "Aya" (o muñeca) de Shien, uno de los hermanos de Seiran. Byakko viendo esto se deprimió y por eso decidió convertirse en la muñeca de Seiju Shinano, otro de los hermanos de Seiran.
Seiju Shinano / Masaki Hyuga (セイジュ/日向 圣树?)
Antagonista de la serie y padre de Mayuki. Seiju es uno de los tres hermanos Shinano, sin embargo y debido a su percepción extrasensorial la familia Huyga le adoptó para tener un heredero y fue renombrado como Masaki, convirtiéndose también en el jefe de la familia. Luego de que Mayuki nació, ese título pasó a ser de él y Seiju comenzó a hacer maldad y a sentirse celoso de Mayuki, ya que quería su poder. Es hermano de Seiran, el mayordomo de Mayuki y Shien y al igual que sus hermanos, es un usuario de muñeca, controlando a Byakko, quién se convirtió en ello.
Shien Shinano (信浓 紫炎 Shinano Shien?) 
Shien es el hermano mayor de los Shinano. Tiene una personalidad infantil e irritante, además es el nuevo director de la escuela a la que comienza a asistir Mayuki. Vivía en Suiza con Shara Huyga, la madre de Mayuki, pero regresó a Japón para ver a su hermano Seiran y de paso asegurar del bienestar de Mayuki. Al igual que sus hermanos, Seiran y Seiju es un usuario de muñeca, controlando a Yoko, la hermana mayor de Byakko.
Yoko
Es la hermana mayor de Byakko y es el "Aya" (o muñeca) de Shien Shinano. También se desempeña como secretaria de él, pues es director de la escuela a la que Mayuki comienza a asistir. 
Sanae Izumi (和泉 さなえ Izumi Sanae?)
Seiyu: Ryoka Yuzuki
Sanae es la otra muñeca que controla Seiran y cuándo está en su forma, utiliza unas garras para luchar. Siempre está buscando participar en una aventura con Mayuki y sus amigos.
Minori Izumi (和泉 みのり Izumi Minori?)
Seiyu: Nana Inoue
Minori es una chica, una de las primeras amistades que Mayuki consigue en su primera vez en la escuela. Ella parece estar enamorada de Mayuki y a veces se puda ver compitiendo por el cariño de él con Yaya Yatomi.
Yae Yatomi (弥富 ヤエ Yatomi Yae?)
Seiyu: Satomi Sato
Yae (también conocida como "Yaya" o "Yayako") es una chica que aparentemente parece padecimiento de asma, aunque más tarde se descubre que en realidad sufre de alergia del polvo mineral que es causado por la contaminación en el Centro Industrial donde ella vive. Ella también parece estar enamorada de Mayuki y compote por su cariño con Minori Izumi.
Rakuta Koga (古贺 楽太 Koga Kakuga?)
Seiyu: Marina Inoue)
Rakuta en el hermano mayor entre gemelos. Él es muy tranquilo y calculador y siempre mantiene la calma ante cualquier situación, además tiene la habilidad de predecir los hechos que sucederán el futuro.
Kota Koga (古贺 幸太 Koga Kota?)
Seiyu: Romi Park
Kota es el hermano menor entre gemelos. En comparación con su hermano Rakuta, es más impetuoso y no piensa antes de actuar. Kota parece estar enamorado de Yaya, sin embargo en varias ocasiones ve cómo esta va tras Mayuki, teniéndole envidia.
Miyako Tomaru (戸丸 都 Tomaru Miyako?)
Seiyu: Sayaka Ohara
Es una detective que estaba escéptica de Mayuki cuándo se conocieron, sin embargo le dio un cierto grado de respeto después de aclarar algunas sospechas en torno él. Es compañera de Inogami, quién también es detective y siempre atienden casos, junto con Mayuki.
Inogami Ryusuke (猪神 隆介 Ryusuke Inogami?)
Es un detective masculino, quién Miyako acompaña en todos los casos, junto con Mayuki. Él es también amigo cercano de Mayuki y se le puede ver muy serio, aunque también muy divertido para subir el estado de ánimo de Tomaru cuándo está bajo.
Shara Hyūga
Es la madre de Mayuki, sin embargo no está a su lado debido a que vive en Suiza con el hermano mayor de los Shinano, Shien y por eso lo dejó al cuidado de Seiran. Tanto ella como Mayuki son muy parecidos físicamente: comparten el mismo color de cabello y ojos.
Maru
Es un el perro de Mayuki, grande y de pelaje blanco. Siempre acompaña a Mayuki y sus amigos.